# Danh sách hat-trick tại UEFA Champions League

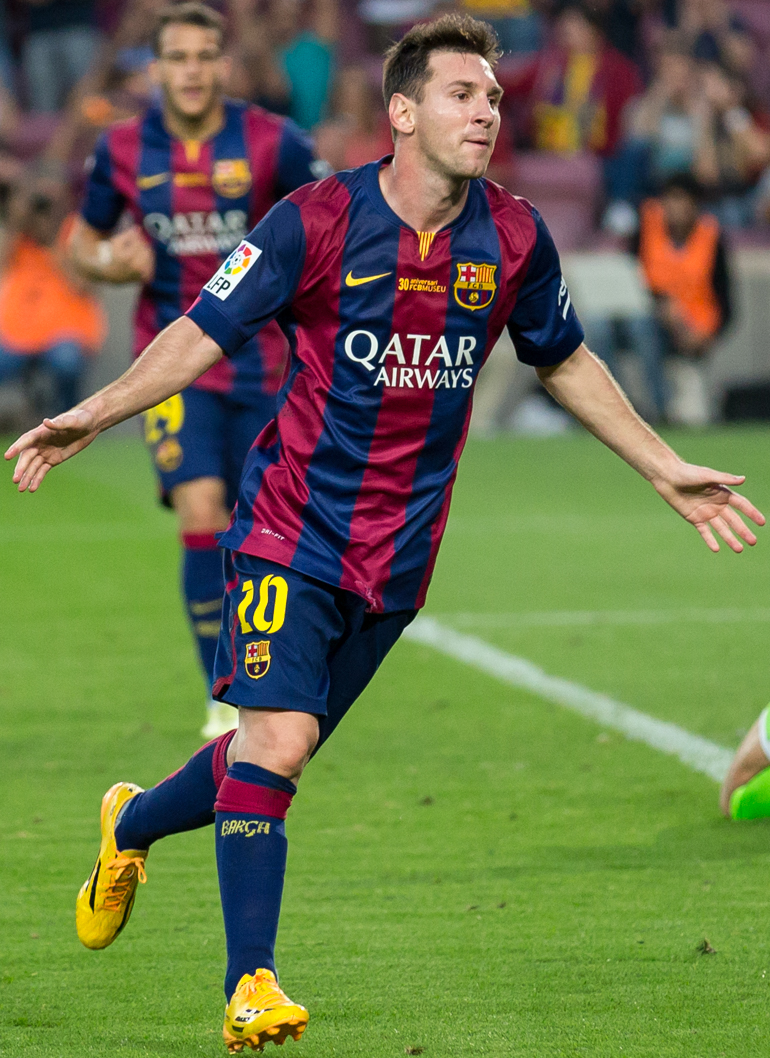
Lionel Messi là một trong hai cầu thủ duy nhất lập được tám hat-trick tại UEFA Champions League. Anh cũng là cầu thủ duy nhất ghi được bốn bàn thắng trở lên nhiều lần.

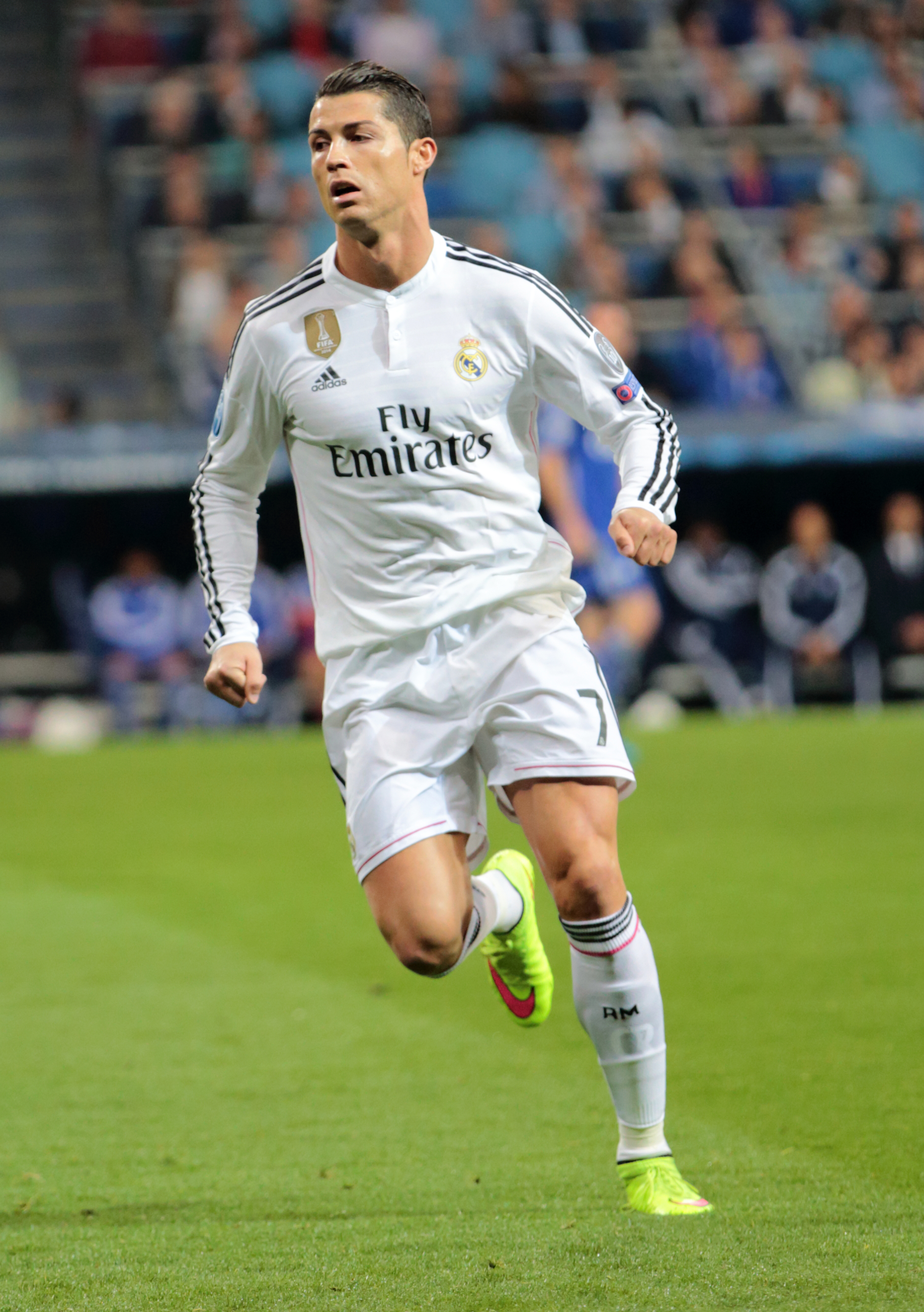
Cristiano Ronaldo là người giữ kỷ lục chung cho nhiều hat-trick Champions League nhất. Anh là cầu thủ duy nhất ghi được ba hat-trick trong một mùa giải và là cầu thủ duy nhất ghi được hai hat-trick liên tiếp ở vòng loại trực tiếp.

Kể từ khi thành lập UEFA Champions League vào năm 1992, 84 cầu thủ từ 35 quốc gia đã ghi được ba bàn thắng (hat-trick) trở lên trong một trận đấu trên tổng số 124 lần cho 47 câu lạc bộ khác nhau từ 17 giải đấu khác nhau. Cầu thủ đầu tiên đạt được kỳ tích này là Juul Ellerman, người đã ghi ba bàn cho PSV Eindhoven trong chiến thắng 6-0 trước FK Vilnius vào ngày 16 tháng 9 năm 1992.
Mười ba cầu thủ đã ghi bốn bàn trở lên trong một trận đấu; trong số này, chỉ có Lionel Messi đã làm được điều này hơn một lần. Chỉ có Messi (8 tháng 3 năm 2012) và Luiz Adriano (21 tháng 10 năm 2014) từng ghi 5 bàn một trận. Mười một cầu thủ khác cũng ghi được bốn bàn thắng một trận là Marco van Basten, Simone Inzaghi, Dado Pršo, Ruud van Nistelrooy, Andriy Shevchenko, Bafétimbi Gomis, Mario Gómez, Robert Lewandowski, Zlatan Ibrahimovic, Cristiano Ronaldo và Serge Gnabry.
Messi và Ronaldo đã ghi được ba bàn thắng trở lên tám lần tại Champions League, nhiều hơn bất kỳ cầu thủ nào khác, tiếp theo là Filippo Inzaghi, Gómez và Luiz Adriano, những người đã lập hat-trick ba lần, trong khi Andy Cole, Michael Owen, Samuel Eto'o, Marco Simone, Van Nistelrooy, Roy Makaay, Roberto Soldado, Didier Drogba, Adriano, Shevchenko, Lewandowski, Sergio Agüero, Karim Benzema và Neymar đã ghi được hai hat-trick. Chỉ Ronaldo (bốn lần) và Messi (hai lần) mới ghi được ba bàn thắng trở lên trong hơn một lần duy nhất ở vòng đấu loại trực tiếp. Mười một cầu thủ đã từng lập hat-trick cho hai hoặc nhiều câu lạc bộ khác nhau: Inzaghi (Juventus và Milan), Owen (Liverpool và Manchester United), Eto'o (Barcelona và Inter Milan), Simone (Milan và Monaco), Van Nistelrooy (PSV Eindhoven và Manchester United), Makaay (Deportivo và Bayern Munich), Shevchenko (Dynamo Kyiv và Milan), Drogba (Marseille và Chelsea), Lewandowski (Borussia Dortmund và Bayern Munich), Neymar (Barcelona và Paris -Germain) và Ronaldo (Real Madrid và Juventus).
Chín cầu thủ đã lập hat-trick trong trận ra mắt tại Champions League: Van Basten (Milan; anh là cầu thủ duy nhất ghi bốn bàn trong trận ra mắt), Faustino Asprilla (Newcastle United), Yakubu (Maccabi Haifa), Wayne Rooney (Manchester United), Vincenzo Iaquinta (Udinese), Grafite (Wolfsburg), Yacine Brahimi (Porto), Erling Braut Håland (Red Bull Salzburg) và Mislav Oršić (Dinamo Zagreb).
Năm cầu thủ đã lập hat-trick trong hai mùa liên tiếp: Adriano (cho Inter Milan năm 2004-05 và 2005-06), Gómez (cho Bayern Munich năm 2010-11 và 2011-12), Soldado (cho Valencia năm 2011 và 2012-13), Cristiano Ronaldo (cho Real Madrid vào năm 2012-13 và 2013-14, và 2015-16 và 2016-17) và Messi (cho Barcelona vào năm 2013-14 và 2014-15).
Hai cầu thủ đã lập được hat-trick trong hai trận liên tiếp. Cristiano Ronaldo đã làm điều đó cho Real Madrid trong trận đấu với Bayern Munich vào ngày 18 tháng 4 năm 2017 và Atlético Madrid vào ngày 2 tháng 5 năm 2017, khoảng cách ngắn nhất chỉ trong 14 ngày và Luiz Adriano đã làm điều đó cho Shakhtar Donetsk trong các trận đấu với BATE Borisov vào ngày 21 tháng 10 và ngày 5 tháng 11 năm 2014, khoảng cách 15 ngày. Khoảng thời gian dài nhất giữa hai cú hat-trick đã đạt được bởi Owen, người đã lập hat-trick đầu tiên vào ngày 22 tháng 10 năm 2002 cho Liverpool và lần thứ hai trong bảy năm sau đó vào ngày 8 tháng 12 năm 2009 cho Manchester United.
Cristiano Ronaldo là cầu thủ duy nhất ghi được nhiều hơn hai hat-trick trong cùng một mùa, anh đã ghi ba bàn cho Real Madrid vào ngày 15 tháng 9 năm 2015, bốn vào ngày 8 tháng 12 năm 2015 và ba bàn vào ngày 12 tháng 4 năm 2016. Hai cầu thủ khác đã lập hat-trick trong cùng một mùa: Messi ghi hai hat-trick cho Barcelona ở hai mùa riêng biệt, lần đầu tiên vào ngày 1 tháng 11 năm 2011 và lần thứ hai vào ngày 7 tháng 3 năm 2012, lặp lại kỳ tích với cú hat-trick vào ngày 13 tháng 9 năm 2016 và ngày 19 tháng 10 năm 2016 và Gómez đã lập một hat-trick cho Bayern Munich vào ngày 2 tháng 11 năm 2011 và bốn bàn thắng khác vào ngày 13 tháng 3 năm 2012.
Bafétimbi Gomis giữ kỷ lục lập hat-trick Champions League nhanh nhất, ghi 3 bàn cho đội bóng Pháp Olympique Lyonnais trong trận đấu với đội Croatia Dinamo Zagreb trong 7 phút ngày 7 tháng 12 năm 2011  Kỷ lục này đã được giữ trong 16 năm trước đó do Mike Newell, người đã lập một hat-trick hoàn hảo cho đội bóng Anh Blackburn Rovers trong trận đấu với đội Na Uy Rosenborg vào ngày 6 tháng 12 năm 1995 trong 9 phút.
Cầu thủ ghi bàn trẻ nhất lập một hat-trick tại Champions League là Raúl, người đã lập hat-trick cho Real Madrid trước Ferencváros, ở tuổi 18 và 114 ngày, vào ngày 18 tháng 10 năm 1995. Wayne Rooney là cầu thủ ghi bàn đầu tiên trẻ nhất của Champions Hat-trick League, ở tuổi 18 và 340 ngày, khi anh ghi bàn cho Manchester United trong trận đấu với Fenerbahçe vào ngày 28 tháng 9 năm 2004. Người ghi bàn lâu nhất của một hat-trick ở UEFA Champions League là Cristiano Ronaldo, người đã 34 tuổi và 35 ngày khi anh ghi bàn cho Juventus ba lần trong trận gặp Atlético Madrid vào ngày 12 tháng 3 năm 2019.
Mùa giải 2016-17 giữ kỷ lục nhiều hat-trick nhất trong một mùa, với chín lần. Các hat-trick theo giai đoạn: 100 ở vòng bảng, 13 ở vòng 16, 6 ở tứ kết, 5 ở bán kết và vẫn chưa có hat-trick nào trong trận đấu chung kết.